# Saint-Étienne-du-Bois (Ain)
Saint-Étienne-du-Bois egy település Franciaországban, Ain megyében. Lakosainak száma 2569 fő (2022. január 1.). Saint-Étienne-du-Bois Bény, Courmangoux, Jasseron, Marboz, Meillonnas, Villemotier, Viriat és Val-Revermont községekkel határos.

## Népesség
A település népessége az elmúlt években az alábbi módon változott:
| Lakosok száma | 1355 | 1876 | 1982 | 2354 | 2522 | 2532 | 2448 | 2542 | 2538 | 2569 |
|               | 1968 | 1982 | 1990 | 2006 | 2013 | 2015 | 2017 | 2019 | 2020 | 2022 |